# Чина шорстка
Чина шорстка, горошок шорсткий, горошок мохнатий, горошок шерстковолосий (Lathyrus hirsutus L.) — рослина з роду чина, родини бобових.

## Загальна біоморфологічна характеристика

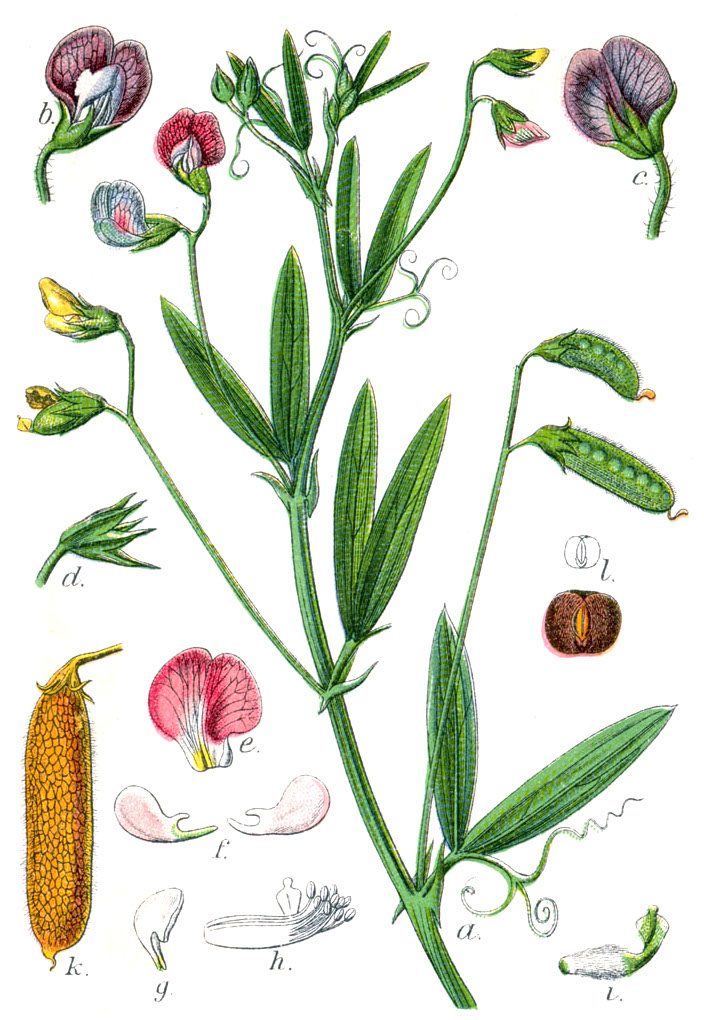
Ботанічна ілюстрація Якоба Штурма з книги «Deutschlands Flora in Abbildungen» («Німецька флора в ілюстраціях»), 1796

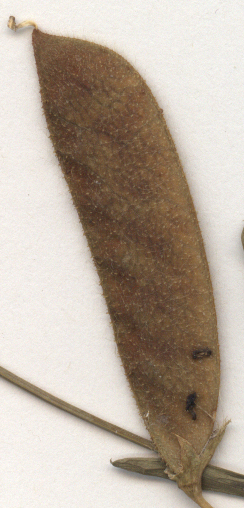
Біб чини шорсткої

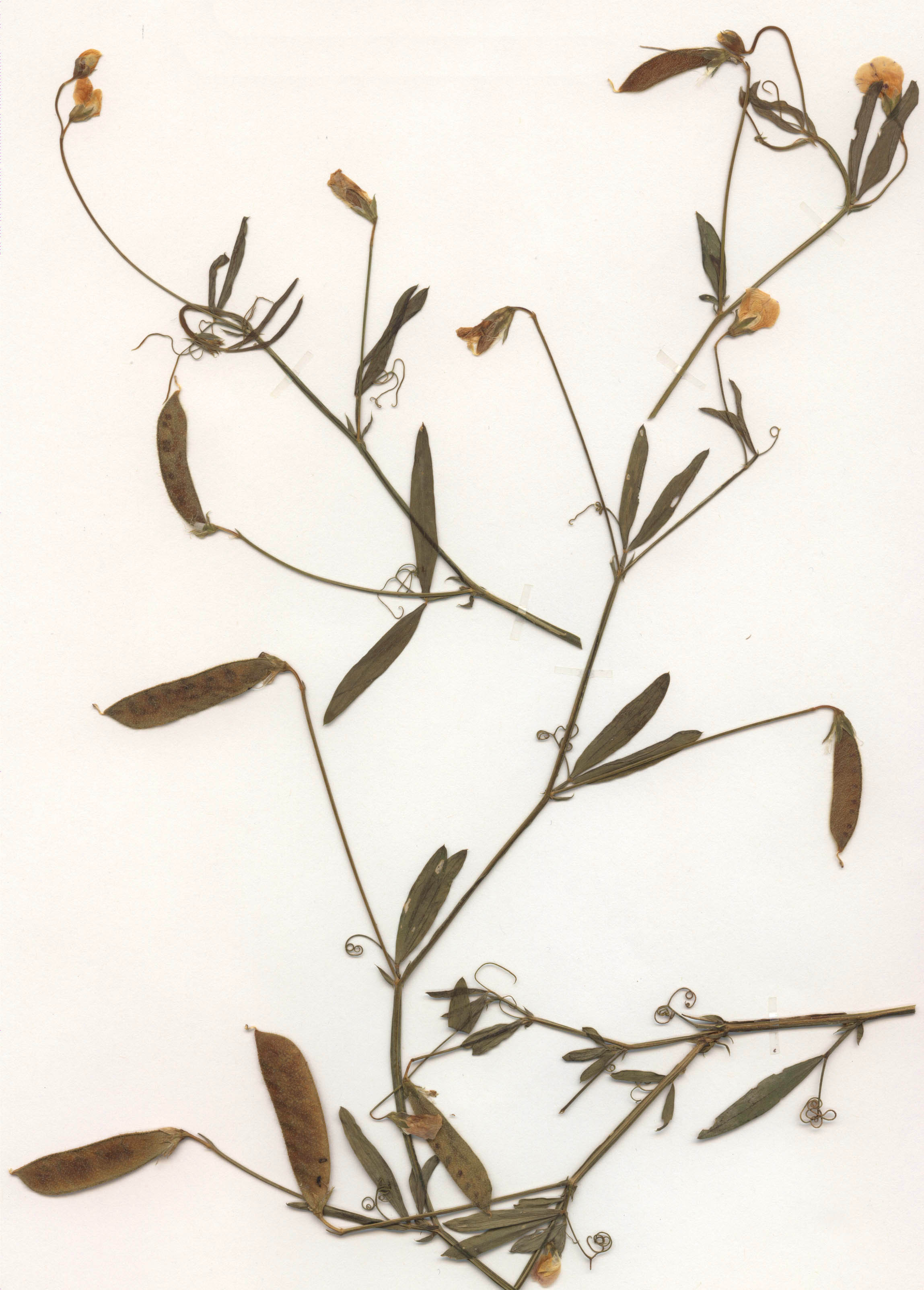
Гербарний зразок чини шорсткої

Однорічна рослина 20-50 (70) см заввишки. Стебла злегка опушені або зовсім голі, висхідні, дворебристі, двокрилі, чіпляються. Вісь листа закінчується гіллястим вусиком. Прилистки напівстріловидні, 10-12 мм завдовжки, коротше черешка листа. Черешки коротше листочків листа, з вузькими крилами, 15-20 мм завдовжки. Листя складаються з 1 пари ланцетових або довгасто-ланцетних листочків, 25-70 мм завдовжки, 4-12 мм завширшки, до верхівки звужені, з вістрям. Квітконоси довгі, ребристі, закінчуються коротким вістрям. Суцвіття — негуста, небагатоквіткова китиця. Квітки 10-13 мм завдовжки, синьо-фіолетово-рожеві, пониклі. Чашечка дзвонова, зубці ланцетні, трохи довше трубки. Прапор округло-овальний, довше човника. Боби сидячі, лінійні, 3-3,5 см завдовжки, 7-8 мм завширшки. Молоді боби густо засаджені жорсткими білими волосками, які сидять на горбках. До часу дозрівання бобів волоски опадають і біб стає шорстким від горбків. Насіння округле, чорне, горбкувате. Цвіте в травні, плодоносить у липні.
Число хромосом — 2n = 14.

## Екологія
Росте зазвичай на полях і засмічених місцях, рідше — на луках, на лісових галявинах, по річкових долинах.

## Поширення

### Природнийареал
- Африка
  - Північна Африка: Алжир; Єгипет; Марокко; Туніс
- Азія
  - Західна Азія: Афганістан; Іран; Ірак; Ліван; Туреччина
  - Кавказ: Вірменія; Азербайджан; Грузія; Російська Федерація — Передкавказзя, Дагестан
  - Середня Азія: Киргизстан; Таджикистан; Туркменістан; Узбекистан
  - Індійський субконтинент: Індія; Пакистан (Кашмір)
- Європа
  - Середня Європа: Австрія; Бельгія; Чехословаччина; Німеччина; Угорщина; Польща; Швейцарія
  - Східна Європа: Молдова; Російська Федерація — європейська частина; Україна (вкл. Крим)
  - Південно-Східна Європа: Албанія; Болгарія; колишня Югославія; Греція; Італія (вкл. Сардинія, Сицилія); Румунія
  - Південно-Західна Європа: Франція (вкл. Корсика); Португалія; Іспанія

### Ареалнатуралізації
- Африка
  - Макаронезія: Португалія — Азорські острови, (Терсейра)

## Використання та господарське значення
Добра кормова високобілкова рослина, охоче поїдається худобою. Дає велику зелену масу і довго залишається зеленим.